# تپه جرکل
تپه جرکل مربوط به هزاره اول قبل از میلاد است و در شهرستان مهدیشهر، روستای رودبارک واقع شده و این اثر در تاریخ ۵ آذر ۱۳۸۰ با شمارهٔ ثبت ۴۴۴۳ به‌عنوان یکی از آثار ملی ایران به ثبت رسیده است.